# Der Buchdruck in der frühen Neuzeit
Der Buchdruck in der frühen Neuzeit. Eine historische Fallstudie über die Durchsetzung neuer Informations- und Kommunikationstechnologien ist der Titel einer Monografie von Michael Giesecke. Das 957-seitige Werk gilt als eine der wichtigsten deutschsprachigen Publikationen zum Buchdruck mit beweglichen Lettern der letzten Jahrzehnte und erschien 1991.
Giesecke habilitierte 1989 in Bielefeld in Sprach- und Kommunikationswissenschaft über den medien- und kommunikationsgeschichtlichen Umbruch in Europa im 15. und 16. Jahrhundert; aus der Habilitationsschrift entstand die im Suhrkamp Verlag erschienene Monografie über den Buchdruck in der frühen Neuzeit, die „in weiten Teilen“ mit der Habilitationsschrift übereinstimmt. Giesecke gibt im Vorwort an, über insgesamt 13 Jahre – allerdings mit Unterbrechungen – an dem Thema gearbeitet zu haben.

## Ziel
Giesecke sieht seine Arbeit als Desiderat: „Was bislang ganz fehlte, ist eine einfache theoretische Modellierung des Phänomens ‚Buchdruck‘“ (S. 23). Ziel seiner „historischen Fallstudie über die Durchsetzung neuer Informations- und Kommunikationstechnologien“ sei daher, „die Beschreibung der sozialen Gemeinschaft in einem Teil Europas im 15. und 16. Jahrhundert als ein Informations- und Kommunikationssystem, welches durch den Buchdruck als Schlüsseltechnologie hervorgebracht wurde“ (S. 22).
Er sieht seine Fallstudie also auch prototypisch für die „Durchsetzung neuer Informations- und Kommunikationstechnologien“, weist also explizit eine mögliche Übertragbarkeit seines Ansatzes auf die heute emergierenden neuen Technologien hin.

## Gliederung
Nach einem kurzen Vorwort gliedert sich der Band in sieben Hauptabschnitte, davon eine Einleitung und ein Schlussteil; den Hauptteil bilden also die fünf zentralen Kapitel, die zusammen gut zwei Drittel des Werkes ausmachen.
1. Einführung
2. „Van der boydrucker kunst“: Eine neue Informationstechnologie wird eingeführt
3. Ausbreitung und Einsatz der typografischen Informationstechnologie bis zum Tode Gutenbergs (1468): Die Lösung der alten Probleme mit neuen Mitteln und alten Legitimationen
4. Vom Typographeum zu den typographischen Kommunikationssystemen: Die schöpferische Erkundung der Möglichkeiten des neuen Mediums im ausgehenden 15. und beginnenden 16. Jahrhundert
5. Die typografische Vernetzung der gesellschaftlichen Kommunikation zum gemeinen Nutzen der deutschen Nation (1520–1555): Dimensionen der neuen Medien und Systeme
6. Die typografische Produktion von Geist und Kultur im weiteren Verlauf des 16. Jahrhunderts
7. Schlussbemerkung: Die Grenzen zeitgenössischer und die anderen Grenzen der modernen Beschreibungen der typografischen Netze

Den Band schließt ein umfangreicher Anmerkungsapparat, ein detailliertes Literatur- und Quellenverzeichnis sowie ein Materialanhang und schließlich zwei Register (Personen und Autoren, Schlagworte) ab. Der Taschenbuchausgabe von 1998 wurde außerdem noch ein Nachwort beigegeben, in dem Giesecke zur Rezeption der gebundenen Ausgabe von 1991 Stellung bezieht.
Die Gliederung folgt weitgehend der chronologischen Abfolge und reicht von der Epoche vor Gutenberg über dessen Werk und Wirken bis zum Ende des 16. Jahrhunderts.

## Ansatz
Aufgrund der breiten Anlage von Gieseckes Ansatz umfasst die Darstellung „kommunikations-, sozial-, technik-, literatur-, sprach-, bildungs-, kultur-, zivilisations-, ja sogar religions- und politikgeschichtliche Aspekte. Untersucht werden also (u.a.!) der Einfluss der Reformation auf Akzeptanz und Verbreitung des Mediums Buchdruck; die Bedeutung des neuen Mediums für die politische, gesellschaftliche und soziale Kommunikation sowie die Schaffung und Prägung einer 'öffentlichen Meinung'; technische Voraussetzungen und Entwicklungen; ökonomische Folgen; die Folgen des Buchdrucks für die Prämierung bestimmter Sinne des Menschen; die Veränderungen der Autorrolle und des Wissenschaftssystems; die Bedeutung des gedruckten Buches für die individuelle und kollektive Bildung und die Privatlektüre. Außerdem werden Druckverfahren anderer Kulturen (China, Südkorea) behandelt; die Untersuchung bezieht sowohl die mittelalterliche Handschriftenkultur als auch Druckverfahren vor Gutenberg mit ein; und die gegenwärtige Informationsgesellschaft wird ohnehin häufig mit reflektiert“.
Giesecke betrachtet das im 15. Jahrhundert emergierende Typographeum als Informations- und Kommunikationssystem; dies schlägt sich zum einen in der Interpretation der Komponenten dieses Typographeums als Speicher, Software und Code einschließlich der entsprechenden Terminologie nieder; in den typographischen Speicher werden Informationen eingegeben, und der Markt ist ein ökonomisches System mit Ein- und Ausgängen, der Prozess des Buchdrucks ist ein Ausdrucken von unterschiedlichen Informationstypen.
Zum anderen zeigt sich der systemische Einfluss in zahlreichen, der Kybernetik entlehnten Prozess- und Funktionsdiagrammen. Systemisches und kybernetisches Denken durchzieht die gesamte Argumentation, beispielsweise erkennt Giesecke so, dass die Prämierung eines Mediums immer die Abwertung eines anderen bedingt – ein ganz normaler kybernetischer Rückkopplungsprozess. Natürlich finden sich bei dieser Betrachtungsweise überall Steuerungs- und Regelungsprozesse sowie Rückkopplungsschleifen.

## Inhalt

### Abschnitt 1
Die Einführung zeigt den Buchdruck als Katalysator kulturellen Wandels und stellt sein systemisches Kommunikations- und Gesellschaftsmodell vor. Daneben begründet Giesecke die Notwendigkeit einer Unterscheidung zwischen skriptographischer und der typographischer Medienrevolution, erörtert theoretische und medienpolitische Perspektiven und schließt mit der Ankündigung, „Sozial- und Kommunikationssysteme als technologische Systeme“ interpretieren zu wollen.
Die Interpretation des Buchdrucks als Katalysator nimmt Giesecke von Elizabeth Eisensteins Untersuchungen zur Druckerpresse auf; sie spricht dort von einem agent of change, der in alle anderen Mediensysteme, in die Strukturen der Gesellschaft und die Wahrnehmung des Künstlers eingreife.

### Abschnitt 2
Der zweite Abschnitt (S. 63–207) beginnt mit einer Bestandsaufnahme der Situation der Gutenbergzeit, erörtert die Vorläufer der Gutenberg-Technik und stellt einige technische Innovationen wie das Handgießinstrument und die Bleilettern vor. Daneben weitet Giesecke vorübergehend den Fokus seiner Betrachtungen von Mitteleuropa auf Ostasien aus und deutet an, dass es beispielsweise in China bereits einen Druck mit einzelnen, beweglichen hölzernen Lettern um 1314 gegeben habe, und dass selbst die Verwendung von Metalllettern im Sandgussverfahren aus Südkorea ab 1495 verbürgt sei. Die Technologie sei dort zwar bekannt gewesen, der Unterschied zu Mitteleuropa bestehe jedoch darin, dass diese sich gesellschaftlich nicht durchgesetzt habe; damit meint er beispielsweise das Fehlen der Entstehung eines öffentlichen Buchmarktes und Buchhandels, d. h. eines öffentlich zugänglichen „Informationsspeichers“, wie er sich in Mitteleuropa entwickelt habe.
Weiterhin weist Giesecke in einem Exkurs zur Drucktechnik (Ablegen, Zeilensatz und Seitensatz, Zeilenausgleich und Umbruch usw.) darauf hin, dass der Buchdruck ein komplexes Netzwerk an technologischen Hilfsmitteln wie Papier, Setzkasten, Winkelhaken, Druckpresse etc., aber auch eine gesellschaftliche Ausdifferenzierung der Arbeitsprozesse in Autoren, Verleger, Schriftsetzer, Einfärber und Korrektorat usw. erfordert habe.
Überraschend, aber fundiert ist Gieseckes These, dass Gutenbergs Intention nicht die mechanische Vervielfältigung war, sondern die Entwicklung einer „Schönschreibmaschine ohne Schreibrohr, Griffel und Feder“ (S. 134). Demnach strebte Gutenberg analog dem Schönheitsideal der Renaissance (wundervolle Harmonie) nach dem „Ideal einer ‚künstlichen‘ (im Sinne von kunstvollen) Proportionierung der Textgestaltung“. Ihm gelang durch die vielfache identische Reproduktion der Bleilettern mit Hilfe von Gussformen (Matrizen) und durch die Herstellung der Gussformen mit Hilfe von Stempeln (Punzen) eine Vereinheitlichung des Schriftbildes und zusammen mit der Beweglichkeit der Lettern auf der Zeile der Satz eines gleichmäßigen und harmonisch proportionierten Schriftsatzes.

### Abschnitt 3
Im dritten Abschnitt (S. 209–328) untersucht Giesecke, „welche Kommunikationssysteme und welche Informationstypen bis zum Tode Gutenbergs mit Hilfe der typographischen Technik umgestaltet wurden und welche Folgen dieser Einsatz der Informationstechnologie für die Menschen nach sich zog“ (S. 209).
Dies wird aufgefächert in fünf Publikationsformen, die noch zu Lebzeiten Gutenbergs zwischen 1440 und 1468 etabliert wurden:
- institutionelle Informations- und Kommunikationssysteme einschließlich neuer Erziehungsprogramme (Donate als Lernmedien), Rationalisierung der „Bürokommunikation“ in der Kirche (Buchdruck als Organisationsentwickler, gedruckte Ablassbriefe), Standardisierung der kirchlichen Liturgie (Liturgica) und Vereinheitlichung der kirchlichen Rituale und die Druckbibeln als zentrale Informationsspeicher des Glaubens;
- Technisierung der öffentlichen Kommunikation, beginnend mit dem so genannten Türkenkalender von 1454/55, einer Mahnung an die gesamte Christenheit, öffentliche Diskussion im Mainzer Kirchenwahlkampf 1461/62, und der Druck von Reformschriften;
- Technisierung der privaten Informationsverarbeitung am Beispiel von Kalendern und lateinischen Handbüchern;
- Technisierung der Unterhaltungskunst durch „Bildprogramme“ am Beispiel Albrecht Pfisters; „vergnügliche Literatur“; und
- Wiedergeburt der Antike als Software: Das skriptographische Langzeitgedächtnis wird umgeschrieben; Interpretation der Humanisten als Software-Ingenieure und Übersicht zur Standardisierung der klassischen Corpora.

### Abschnitt 4
Der vergleichsweise kurz gehaltene Abschnitt 4 (S. 329–389) beschreibt die schöpferische Erkundung der Möglichkeiten des neuen Mediums zwischen dem 15. und 16. Jahrhundert.
Als erstes Beispiel beschreibt er eine Forschungsreise Bernhard von Breydenbachs ins Heilige Land zwischen 1483 und 1484, die als gedruckte und illustrierte Reisebeschreibung erschien; er beschreibt sie als „die wohl ersten ethnologischen Beschreibungen von Menschen […], die überhaupt gedruckt wurden“ (S. 341). Die Illustrationen steuerte der Maler Erhard Reuwich bei.
Als zweites Beispiel dient der Hortus sanitatis, eine Darstellung der traditionellen Gesundheitslehre, in dem „Kunst-, Wissenschafts- und Buchhistoriker […] eine Abkehr von mittelalterlichen Traditionen [sehen], einen Meilenstein auf dem Wege zur Ausbildung der modernen, beschreibenden Fachliteratur“ (S. 342). Neu ist allerdings, dass das Werk „nicht als die Weisheit der auctoritas“ ausgewiesen werde, sondern als „Produkt [der] betrachtenden Erfahrung der Natur“ (S. 345). Weiterhin hebt Giesecke einen Teil der insgesamt 376 Pflanzen- und Tierabbildungen hervor, von denen etwa 60 den Ruf des Hortus als „entscheidenden Wendepunkt in der botanischen Illustrationsgeschichte“ begründet hätten (S. 345).
Abschließend stellt Giesecke „lokale Netze als Frühformen des Buchhandels“ vor (S. 366 ff.), damit meint er beispielsweise die sporadische „Vernetzung“ der Druckereien (S. 372 ff.), vor allem durch Nachdrucke.

### Abschnitt 5
Der fünfte Abschnitt (S. 391–497) erörtert ausführlich die „typographische Vernetzung der gesellschaftlichen Kommunikation zum gemeinen Nutzen der deutschen Nation“ zwischen 1520 und 1555, also die Herausbildung der nationalen Identität und Autonomie als Folge des Buchdrucks. Dabei weist Giesecke zunächst auf die Bedeutung der Handelsnetze als Medien der typographischen Kommunikation hin, beschreibt die Herausbildung der Strukturen des Kommunikationssystems, die sich bis in die Gegenwart erhalten haben und beschreibt schließlich die Entstehung der ebenfalls bis heute gültigen Normungen des gedruckten Buches in Form von Titelblatt, Paginierung und Adressierung. Diese Normierungen ermöglichen das typographische Verweissystem in Form von wechselseitigen Bezugnahmen durch Quellenangaben und Querverweise.
Es folgen Ausführungen zur Entstehung der Wertschätzung von neuen Inhalten (Neuheit als Selektionskriterium, S. 425 ff.) sowie zu Eingriffen des politischen Systems in den Informationskreislauf in Form von Zensur und Datenschutz – mit letzterem meint Giesecke allerdings nicht den Schutz personenbezogener Daten, sondern vielmehr die Entstehung des Wettbewerbs- und Urheberrechts, beispielsweise in Form der Privilegierung von Druckern und Verlegern (S. 445 ff. und 452 ff.). Nach Ausführungen zu Zensur und Meinungsfreiheit (S. 462 ff.) und Präventivzensur (S. 467 ff.) beschreibt Giesecke schließlich die typographischen Medien als Bedingung der öffentlichen Meinung (S. 474 f.) und alte und neue Modelle über Meinungsstreit und gesellschaftliche Willensbildung (S. 476 ff.).
Abschließend beschreibt Giesecke einen weiteren Normierungsprozess durch die Entwicklung einer Kunstsprache für die typographischen Kommunikationssysteme (S. 489 ff.) als Entwicklung von der Kommunikations- zur Sprachgemeinschaft durch Prämierung des typographischen Codes (S. 493).

### Abschnitt 6
Der sechste und umfangreichste Abschnitt (S. 499–696) beschreibt die typographische Produktion von Geist und Kultur im weiteren Verlauf des 16. Jahrhunderts. Giesecke legt den Schwerpunkt im Bereich der Herausbildung der technischen Literatur (Fachprosa) und der Bücher mit Beratungs- und Entlastungsfunktion (Bücher die körperliche Mühsal und Geld ersparen, S. 517 ff.). Im Detail stellt er exemplarisch einen medizinischen Ratgeber für Arme (Armenschatz, siehe Thesaurus pauperum) sowie ein Anleitungsbuch zum Destillieren (Liber de arte distillandi) vor.
Giesecke interessiert sich hier besonders dafür, wie die Entwicklung des Buchdrucks neue Wissensformen hervorgebracht hat und wie das Verständnis von Wissen im Rahmen des typographischen Systems modifiziert wurde: Während in oralen und skriptographischen Kulturen die Wissensvermittlung immer an einen personifizierten Experten gekoppelt war, wird sie im typographischen System entpersonalisiert und vom Experten entkoppelt; medizinisches oder technisches Wissen wurde durch Face-to-face-Kommunikation ausgetauscht, durch den Buchdruck wurde Wissen erstmals direkt an den Rezipienten abgegeben. Durch das Fehlen einer Face-to-face-Situation wurde auch die Herausbildung einer neuen textuellen Form des künstlichen Sehens (S. 562 ff.) notwendig, die bis heute eine der Grundfesten wissenschaftlicher Beschreibung bildet.
Anschließend aktualisiert er den bereits in den einführenden Kapiteln beschriebenen Aufbau der typographischen Informationssysteme auf den Stand des 16. Jahrhunderts (S. 591 ff.). Hier beschreibt er zwei neue Rückkopplungskreise durch die Kritiker („die Korrekturen schädigen die Autorenehre nicht“, S. 595), die Entstehung des Fachautors sowie die Bedeutung der optischen Theorie für die Prinzipien perspektivischen Projizierens (S. 602 ff.). Die praktischen Anwendungen des perspektivischen Projizierens abstrahierend entwickelt Giesecke daraus die Ausdifferenzierung der Kriterien der Reversibilität und Wahrheit (S. 614 ff.) sowie anschließend die der Konstruktion und Integration (S. 617); den Gedankengang greift Giesecke später im Abschnitt zur „Transformation des alten Wissens als Bedingung zur Erneuerung der Wissenschaft“ (S. 665 ff.) wieder auf.
Nach seinen Ausführungen zur Emergenz der wissenschaftlichen Methodik im 16. Jahrhundert gelangt Giesecke zur Informationstransformation durch den Markt, wo er die Konstituierung des Buchs als Ware und deren gesellschaftliche Auswirkungen beschreibt (S. 640 ff.).
Abschließend diskutiert Giesecke kritische Stimmen zum Wert der neuen Informationsmedien (S. 682), bei denen er zahlreiche Argumente heutiger Befürchtungen gegenüber Medienwirkungen oder Technikfolgen bereits im 15. und 16. Jahrhundert entdeckt.

### Abschnitt 7
Der letzte Abschnitt (S. 697–703) schließt mit einer kurzen Schlussbemerkung zu den Grenzen zeitgenössischer und den anderen Grenzen der modernen Beschreibungen der typographischen Netze, wo er einen Ausblick auf mögliche Übertragungen seines Ansatzes zur Interpretation gegenwärtiger Entwicklungen bietet. Einschränkend weist er jedoch mit Marshall McLuhan darauf hin, dass „jede Generation, die am Rande einer gewaltigen Wandlung steht, von der Kraft der neuen Technik hypnotisiert“ sei und daher „unfähig, die kommende Entwicklung vorauszusehen“.

### Zusammenfassung
Hauptthese Gieseckes ist der radikale Bruch des Buchdruckzeitalters mit den älteren Mediensystemen der Antike und des Mittelalters, die auf Oralität, also der mündlichen Überlieferung, und skriptographische Literalität, also handschriftlicher Überlieferung basieren:
„Der Druck hat eine Standardisierung der Texte, ihrer Darbietung und der Regeln ihrer Erschließung zur Folge. Er löst sie aus gruppen- und institutionengebundener Kommunikation und verwandelt sie in Elemente einer prinzipiell öffentlichen, virtuell jedermann zugänglichen Kommunikation. Er hat eine 'Vernetzung' kleinerer Kommunikationssysteme in wenigen Jahrzehnten zur Folge, was die Bedeutung schriftlich tradierten Wissens für die soziale Praxis unabsehbar steigert. Er revolutioniert, zumindest in einigen zentralen Bereichen, dieses Wissen selbst, indem die Darbietung, weit stärker als zuvor, auf Anschaulichkeit und praktische Umsetzbarkeit ausgerichtet wird“ (J.-D. Müller. In: Internationales Archiv zur Sozialgeschichte der deutschen Literatur, 18 (1993) 1, S. 169).
Giesecke liest die „Geistesgeschichte als Informationsgeschichte“ (Kap. 6, Überblick):
„Aus der informations- und medientheoretischen Sicht […] lassen sich viele Veränderungen auf die Emergenz eines neuen Informationstyps zurückführen, der von nachfolgenden Generationen als ‚objektives Wissen‘ oder als ‚Wissenschaft‘ bezeichnet wird. Diese Information ist Eigenschaft eines neuen Mediums, eben der ausgedruckten Bücher. Im Gegensatz zu Informationstypen wie ‚Weisheit‘ oder ‚Kunstfertigkeit‘ ist sie von vornherein nicht in den Köpfen der Menschen, sondern in einem technischen Speicher gesammelt, der öffentlich zugänglich ist“ (S. 501).

## Rezeption
Gieseckes Arbeit wurde kritisch aufgenommen; der Autor erwähnt in seinem Nachwort von 1998 („Feedback auf das Feedback“) rund 40 Besprechungen aus den Massenmedien, hinzu kommen zahlreiche weitere Stellungnahmen und Rezensionen aus dem Web. Durchgängig gelobt wurde der Detail- und Materialreichtum der zahlreichen eingebetteten „Fallstudien“, umstritten war jedoch der systemisch-kybernetische Ansatz.
Die Rezensentin Antonia Lichtenstein sieht diesen Ansatz als Rückfall in Methoden, „die seit etwa vierzig Jahren überholt“ seien. Angesichts der großen Erfolge systemtheoretischer Anwendungen in den Medienwissenschaften und des Florierens aktueller Anwendungen der Kybernetik in neuen Forschungsschwerpunkten wie der kybernetischen Anthropologie scheint diese Kritik eher auf Unkenntnis denn auf Sachkenntnis des aktuellen Forschungsstandes zu beruhen.
Die Schwierigkeiten der Geisteswissenschaften mit der informations- bzw. kommunikationstheoretischen Perspektive zeigen sich auch in der häufig kritisierten „Computermetaphorik“: „beziehungslos und unvermittelt streut der Autor Termini wie ‚Input/Output‘ oder ‚Soft- und Hardware‘ […] über den Text, schicke Streusel, die vielleicht eine Cocktailunterhaltung irgendwie zeitgemäß erscheinen lassen, hier aber überhaupt nichts leisten an Erhellung und Zusammenhang. Wenn eine Druckerei […] zwischendurch ein ‚informationsverarbeitendes System‘ genannt wird, der Leser ein ‚Prozessor‘, aber auch – aus plötzlich ganz anderen Theoriezusammenhängen – ein ‚Effektor‘, dann entsteht lediglich eine terminologische Verstörung und nicht ein möglicherweise intendiertes Begriffssystem“. Giesecke verteidigt seine Terminologie jedoch mit dem Argument, sein Band sei als Studie zur Vorgeschichte der Informationsgesellschaft angelegt, die modernistische Terminologie solle „einen Vergleich zwischen den aktuellen Innovationsprozessen und jenen in der frühen Neuzeit erleichtern“.
Georg Jäger sieht in Gieseckes Ansatz eine „unzulässige Einnahme eines Metastandpunktes“ (Die theoretische Grundlegung in Gieseckes „Der Buchdruck in der frühen Neuzeit“. In: Internationales Archiv für Sozialgeschichte der deutschen Literatur, Bd. 18 H. 1, 1993: 179–196). Giesecke sieht hier ein Missverständnis und weist erneut darauf hin, dass er tatsächlich eine „strukturelle Homologie organischer, neuronaler und technischer Prozesse“ sehe.
Auf dem Buchumschlag wird aus einem Kommentar Manfred Schneiders zitiert, „mit Gieseckes Buch findet die deutsche Medienwissenschaft endlich wieder Anschluss an internationale Standards“; Lichtenstein merkt bissig an, dies sei „um freundlich zu bleiben – eine Absenkung jener Standards auf das Niveau eines eklektizistischen Dilettanten“.

## Ergänzende Literatur
Giesecke schließt seine Untersuchung um 1600 ab. Wer die Mediengenealogie in Anlehnung an Systemtheorie und Diskursanalyse fortsetzen will, muss eine Spanne von rund zweihundert Jahren überbrücken und kann dann bei Friedrich Kittlers Aufschreibesystemen (1800/1900) fortsetzen, die wiederum gut ergänzt werden durch Grammophon, Film, Typewriter desselben Autors.
Während Giesecke im Buchdruck in der frühen Neuzeit vor allem die Leistungen der typographischen Medien herausarbeitet, nicht aber ihre Grenzen und ihre Abhängigkeit von anderen Kommunikationssystemen aufzeigt, liefert der Autor dies nach in der Folgepublikation Von den Mythen der Buchkultur zu den Visionen der Informationsgesellschaft aus dem Jahr 2002.
Für den Übergang der Gutenberg-Galaxis in emergierende neue Formen mag auch Am Ende der Gutenberg-Galaxis. Die neuen Kommunikationsverhältnisse von Norbert Bolz (München 1993) lesenswert sein.

## Ausgaben
- Michael Giesecke: Der Buchdruck in der frühen Neuzeit. Eine historische Fallstudie über die Durchsetzung neuer Informations- und Kommunikationstechnologien. Frankfurt am Main: Suhrkamp, 1991. (Gebundene Ausgabe; Taschenbuchausgabe 1998, Neuauflage März 2005.) ISBN 3518289578